# Dicaeum kuehni
A Dicaeum kuehni a madarak osztályának verébalakúak (Passeriformes) rendjébe és a virágjárófélék (Dicaeidae) családjába tartozó faj.

## Rendszerezése
A fajt Ernst Hartert német ornitológus írta le 1903-ban.
Egyes szervezetek a szürkeoldalú virágjáró (Dicaeum celebicum) alfajaként sorolja be Dicaeum celebicum kuehni néven.

## Előfordulása
Az Indonéziához tartozó Wakatobi-szigetek területén honos.

## Természetvédelmi helyzete
A Természetvédelmi Világszövetség Vörös listáján nem szerepel.